# Hermann Heller
Hermann Heller (Cieszyn, 17 de Julho de 1891 — Madrid, 5 de Novembro de 1933) foi um jurista e teórico político alemão, ativo na ala não-marxista do Partido Social-Democrata Alemão (SPD) durante a República de Weimar. Tentou formular bases teóricas para as relações da social-democracia com o estado e o nacionalismo.
Em sua curta vida, envolveu-se em diversos debates e controvérsias políticas, principalmente com Hans Kelsen, Carl Schmitt e Max Adler. Resumidamente, as teorias de Heller são uma reinterpretação da teoria social hegeliana, defendendo a integração da classe operária nas estruturas sociais, culturais e políticas do Estado-nação.
Hermann Heller foi forçado a se exilar em 1933, e faleceu em Madrid naquele mesmo ano. Deixou inacabada a sua principal obra, a Staatslehre, publicada postumamente em 1934. Essa obra foi traduzida para o português e publicada no Brasil em 1968, com o título de Teoria do Estado.

## Obras
- Europa und der Fascismus, Berlin: de Gruyter, 1931
- Hegel und der nationale Machtstaatsgedanke in Deutschland. Ein Beitrag zur politischen Geistesgeschichte, VI, 210 p., Leipzig: B. G. Teubner, 1921
- Die politischen Ideenkreise der Gegenwart, Jedermanns Bücherei: Abteilung Rechts- und Staatswissenschaft Vol. 6, 156 p., Breslau: Ferdinand Hirt, 1926
- Rechtsstaat oder Diktatur?, Recht u. Staat in Geschichte u. Gegenwart. Vol. 68., 26 p., Türbingen: J. C. B. Mohr, 1930
- Sozialismus und Nation, 102 S., Berlin: Arbeiterjugend.-Verlag, 1925; 2. ed., 105 p., Berlin: Ernst Rowohlt, 1931
- Die Souveränität. Ein Beitrag zur Theorie des Staats- und Völkerrechts, 177 p., Berlin: de Gruyter, Berlin 1927
- Staatslehre, XVI, 298 p., Leiden : Sijthoff, 1934 (6. ed., Tübingen 1983: ISBN 3-16-644693-1)

## Traduções
- Staatslehre, Teoria do Estado. Trad. de Lyango G. da Motta. São Paulo: Edit. Mestre Jou, 1968.